# S.O.S amore
S.O.S amore è il quinto romanzo di Federica Bosco, il settimo libro che ha pubblicato considerando anche i due manuali self help.

## Trama
Chiara è una ragazza di quasi trentasei anni, vive a Milano, con la sorella Sara, di due anni più grande di lei. Oltre alla sorella, Chiara ha anche due genitori separati: la madre, Marta, apparentemente non ha superato la morte del suo secondo compagno, dopo la quale subisce attacchi di panico; il padre, invece, ha costretto la ex moglie e le due figlie ad abbandonare l'appartamento in cui vivevano per lasciarlo alla sua nuova compagna e alla nuova figlia e si è trasferito Cuba, dove gestisce con successo alcune imprese. Già da due anni Chiara è la segretaria di un avvocato e ne è anche l'infelice amante. Chiara ha anche un nuovo psicoterapeuta, il dottor Folli.
Il romanzo tratta principalmente d'amore e psicoanalisi.

## Edizioni
- Federica Bosco, S.O.S amore, Newton Compton Editori, 2009,  p. 350, ISBN.